# Geerard Van de Walle
Geerard Van de Walle (1982) is een Belgisch televisiemaker, scenarioschrijver, regisseur en stemacteur. Hij begon zijn loopbaan als copywriter voor het reclamebureau Duval Guillaume. Van de Walle is de bedenker van het Ketnet-personage Olly Wannabe. 

## Fictie
Aanvankelijk vooral actief als schrijver en regisseur van kinder- en jeugdfictie, is Van de Walle zijn werk later gaan uitbreiden naar fictie voor een breder publiek. 

### Bioscoopfilms van deHelden-reeks
In 2016 schreef hij de bioscoopfilm Helden van de zee, met de personages uit de Ketnet-reeks Helden. De film trok meer dan 100.000 bezoekers en won een Ensor op het Filmfestival Oostende  en een gouden K voor Beste Kinderfilm. Een jaar later schreef en regisseerde hij de tweede film, Helden boven alles, die meer dan 110.000 bezoekers trok en tijdens de herfstvakantie van 2017 de meest bezochte film in Vlaanderen was.

### Olly Wannabe
In 2016 lanceerde hij het personage Olly Wannabe op Ketnet. Hij schreef alle scenario’s, vaak met Koen Burssens, regisseerde en sprak de stem in van Olly. De eerste reeks, waarin Olly stage liep op de VRT, groeide uit tot een culthit   en werd geprezen als grappiger en slimmer dan veel humorprogramma’s voor volwassenen. Dit succes leidde tot verscheidene andere Ketnet-programma's, zoals In Bed met Olly (2018-2019) en de sitcom Wannabe's (2021-2023).

### Single Bells
In 2024 was hij head writer en scenarioschrijver van Single Bells, een romantische komedie van De Mensen met o.a. Julie Van den Steen, Lize Feryn en Ruth Beeckmans. De eerste aflevering trok 677.000 kijkers naar VTM en haalde op Streamz in recordtijd de kaap van één miljoen unieke kijksessies.  Dit leidde tot een tweede seizoen en de internationale verkoop aan Nederland, Duitsland en Australië.  Op De Jamies van 2025 werd Single Bells bekroond met de award voor 'Beste Online Fictie'.

### Ferry 2
Samen met Tibbe van Hoof schreef hij Ferry 2, een Netflix-misdaadfilm geregisseerd door Wannes Destoop met o.a. Frank Lammers, Aiko Beemsterboer en Huub Smit. Eén dag na de lancering op 20 december 2024 was het de meest bekeken film op Netflix; een toppositie die hij enkele weken vasthield tijdens de kerstperiode.

### De Klas van 2000
In 2025 bedacht en schreef hij de zesdelige VTM GO-reeks De klas van 2000, geregisseerd door Heleen De Clercq, over een vader (Wouter Hendrickx) die na zijn scheiding aan zijn tienerdochter (Toulouse De Cock) opbiecht dat hij gay is en haar meeneemt naar zijn jeugd in 2000. De reeks belicht thema's als identiteit en zelfacceptatie, en werd door pers en publiek geprezen om haar tedere en subtiele toon. 

## Non-fictie
Voor het productiehuis Hotel Hungaria ontwikkelde Van de Walle de Ketnet-programma's Helden van de race (2016) en Heldenland (2018), dat op Het gala van de gouden K's 2018 bekroond werd tot Ketnet-programma van het jaar. 

## Stemmenwerk
In navolging van zijn stemmenwerk voor Olly Wannabe, heeft Van de Walle verschillende rollen vertolkt in animatiefilms en -reeksen. Zoals de rol van Chip in de geanimeerde superheldenfilm DC League of Super-Pets (2022), Luigi in The Super Mario Bros. Movie (2023) en Principal Übelschlecht in Despicable Me 4 (2024).

## Muziek
Van de Walle schreef de titeltracks "Follow Me" en "Fly Now" voor de bioscoopfilms Helden van de zee (2016) en Helden boven alles (2017), beide gezongen door Maureen Vanherberghen. In 2018 schreef hij samen met Koen Burssens "De Beste DJ" voor Olly Wannabe, dat hij zelf inzong. In 2022 werkten ze opnieuw samen voor Olly Wannabe's kerstsingle "Saaie Kerstmis", geproduceerd door Ruben Block en Mario Goossens van Triggerfinger.